# Unterthalhofen (Fischen im Allgäu)
Unterthalhofen (mundartlich: Ündədalhov) ist ein Gemeindeteil der Gemeinde Fischen im Allgäu im bayerisch-schwäbischen Landkreis Oberallgäu.

## Geographie

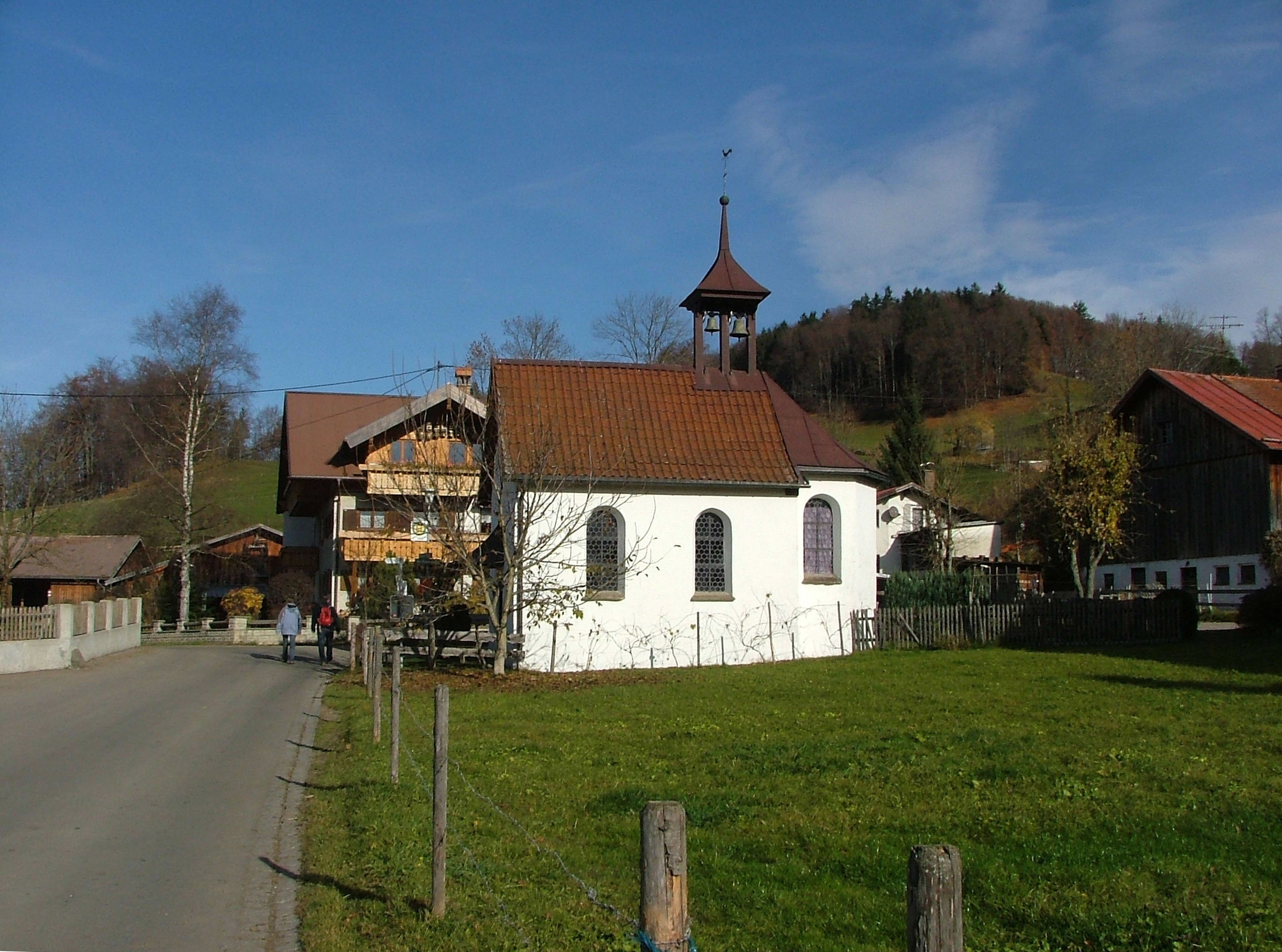
Josephskapelle

Das Dorf liegt circa 1,5 Kilometer nordöstlich des Hauptorts Fischen. Westlich von Unterthalhofen verläuft die Bahnstrecke Immenstadt–Oberstdorf.

## Ortsname
Der Ortsname bedeutet bei den Höfen am/im Tal.

## Geschichte

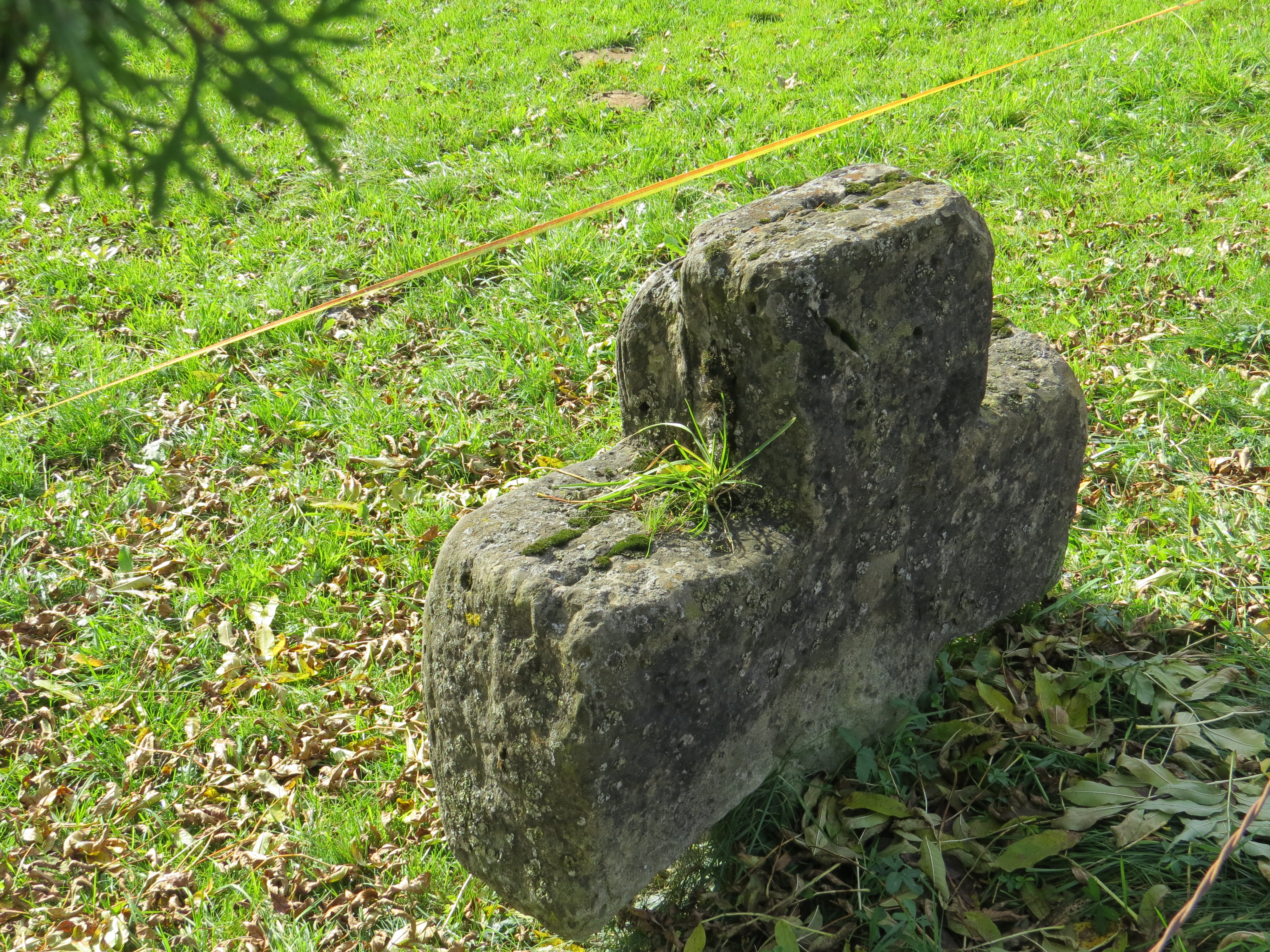
Sühnekreuz in Unterthalhofen

Im Jahr 1278 kam erstmals die Bezeichnung Talhoven auf, wobei dies auch Oberthalhofen bezeichnen könnte. Unterthalhofen wurde erstmals urkundlich spezifisch im Jahr 1384 mit von den Undren Talhoven genannt. Im Jahr 1621 wurden sieben Feuerstellen im Ort gezählt. Die Josephskapelle im Ort wurde im Jahr 1798 erbaut. 1972 wurde Unterthalhofen von Schöllang nach Fischen umgemeindet.

## Baudenkmäler
Siehe: Liste der Baudenkmäler in Unterthalhofen